# Dąbrówka (powiat gostyński)
Dąbrówka – wieś w Polsce położona w województwie wielkopolskim, w powiecie gostyńskim, w gminie Borek Wielkopolski. Wraz z Ustroniem tworzy sołectwo liczące około 180 mieszkańców.

## Historia
Osada powstała na początku XIV wieku na terenie powstałym po wykarczowaniu lasu. Źródła wspominają, że w roku 1450 wieś miała sołtysa i 10 kmieci i należała do klucza w Zalesiu. W okresie Wielkiego Księstwa Poznańskiego (1815-1848) miejscowość wzmiankowana jako Dąbrówka Zalesie należała do wsi większych w ówczesnym pruskim powiecie Kröben (krobskim) w rejencji poznańskiej. Dąbrówka Zalesie należała do okręgu gostyńskiego tego powiatu i stanowiła część majątku Zalesie, którego właścicielem był wówczas (1846) Karol Stablewski. Według spisu urzędowego z 1837 roku wieś liczyła 102 mieszkańców, którzy zamieszkiwali 11 dymów (domostw). W roku 1838 chłopi zażądali uwłaszczenia, na co właściciel się nie zgodził. Najbardziej roszczeniowych przeniósł do Drogoszewa, a w Dąbrówce zorganizował folwark. Po II wojnie światowej majątek rozparcelowano, a mieszkańcy utworzyli spółdzielnię produkcyjną. Została ona wraz z wyposażeniem i 200 hektarami ziemi, dworkiem i parkiem zakupiona na początku XXI wieku przez producenta mięs i wędlin - firmę Mróz.  W latach 1975–1998 miejscowość należała administracyjnie do województwa leszczyńskiego.

## Nazwa
Nazwa wsi wzięła się od lewobrzeżnego dopływu Obry, nad którą rosły dąbrowy.